# 川崎港海底トンネル

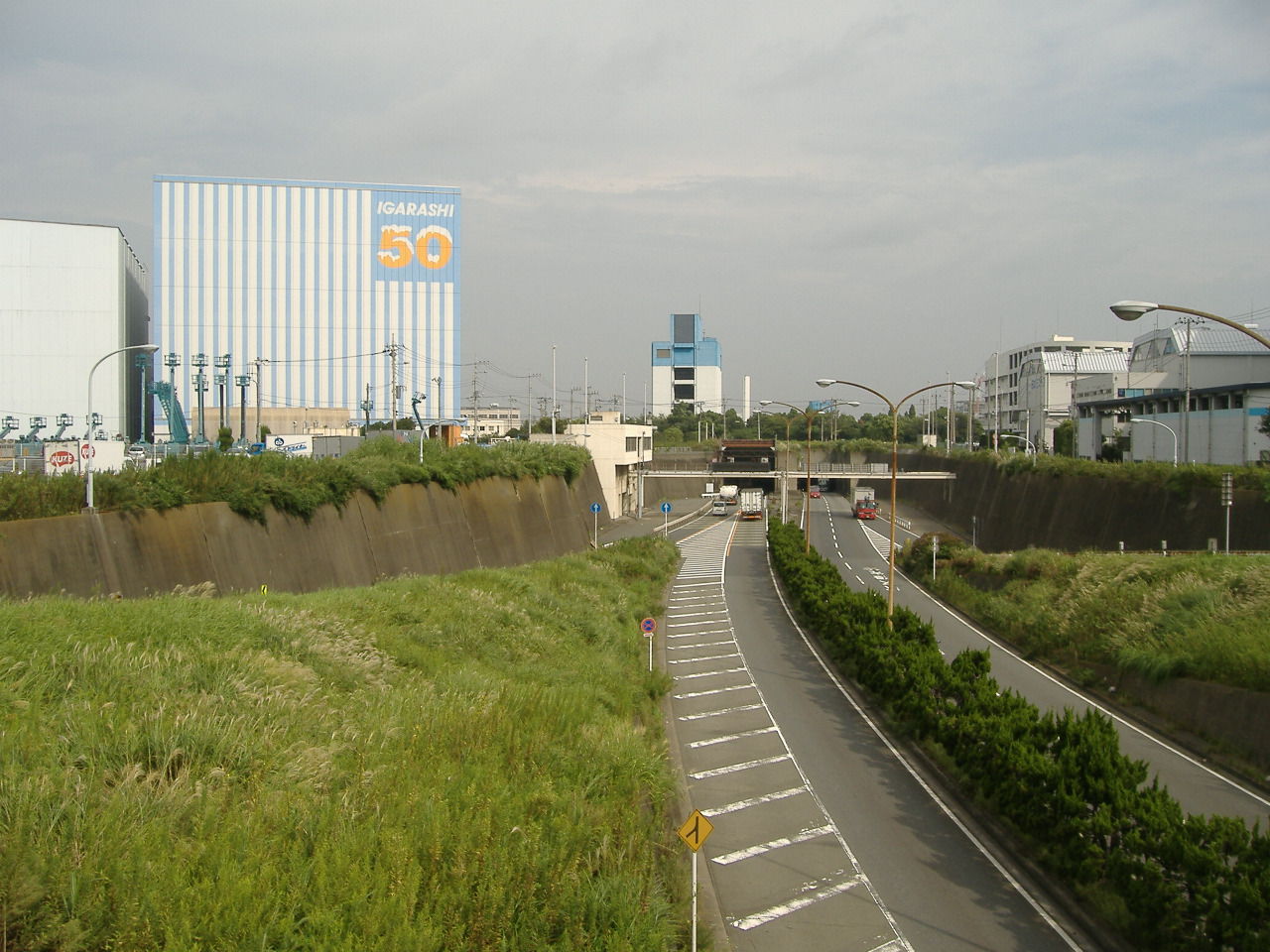
東扇島側坑口

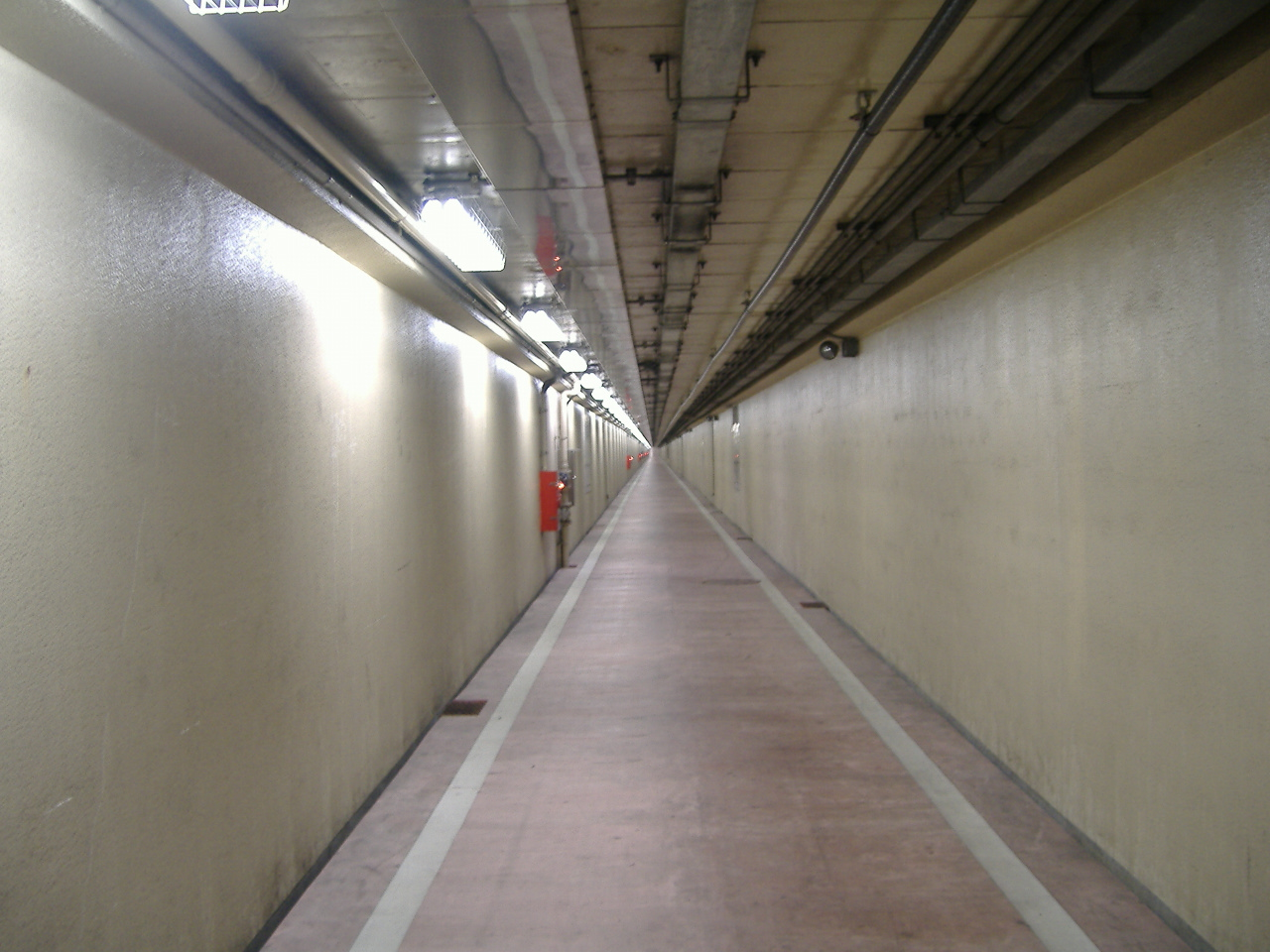
歩道部

川崎港海底トンネル（かわさきこうかいていトンネル）は、神奈川県川崎市川崎区にある千鳥町と東扇島を結ぶ、川崎市道川崎駅東扇島線のトンネルである。

## 概要
全長1,165メートルの水底トンネルである。海底部は沈埋工法で、陸上部はオープンカットや山留工法で作られている。元々は一般車両の通行を禁止したトンネルであった。川崎マリエンの開業（1992年）とともに一般車両の通行も可能となった。1994年には首都高速湾岸線東扇島出入口の供用開始後は同出入口と川崎市街とを結ぶルートとなった。トンネル内の制限速度は時速50キロメートルである。
水底トンネルであるため、深夜を除いて危険物積載車の通行は禁止されている。首都高湾岸線の川崎航路トンネルも同様であるため、危険物積載車の東扇島と島外との現在連絡可能なルートは湾岸線大黒JCT経由のみとなっている。約2キロメートル西側にはJFEの保有する私道（水江町から東扇島を経て扇島へ至る道路。水江町-東扇島間をJFEスチール海底トンネル、東扇島-扇島間を扇島大橋で結ぶ）もあるが、こちらは一般車両の通行はできない。
通勤・帰宅時の渋滞の緩和や災害時の代替ルートの確保を目的として、水江町と東扇島の間で橋の建設が進んでいる。
上下線の自動車用トンネルの間には歩行者用トンネルが設けられている。トンネル内では「ここは、歩行者専用通路です。自転車は降りて通行してください。」と、自転車は降りて通る旨のアナウンス放送が一定間隔で流れており、走行は禁止されている。歩行者用トンネルの出入り口と車両用トンネルと出入口は場所が異なる。なお、歩行者用トンネルはもともと、避難路として設けられていたトンネルであり、歩行者や軽車両は通行できなかった。

## 歴史
- 1972年 - 着工[1]。
- 1979年 - 完成[1]、一般車両を通行禁止とした上で開通した。
- 1992年 - 一般車両の通行が可能となった。
- 2008年 - トンネルが一部冠水した。原因は微小な穴であり、薬剤を注入するなどして止水した。
- 2021年 - 川崎市が興亜開発川崎営業所に委託し、「川崎港海底トンネル共同溝等液状化対策調査」を進める。